# Déri Balázs
Déri Balázs (Budapest, 1954. augusztus 4. –) magyar költő, műfordító, klasszika-filológus, medievista, muzikológus, katalanista, egyetemi tanár, a Magyar Egyházzene felelős szerkesztője 1993 óta.

## Élete
1954-ben született Orgoványon/Bugacpusztán. Az Eötvös Loránd Tudományegyetemen 1972–1977 között latin–iranisztika, 1973–1979 között görög, 1972–1974 között magyar szakon tanult, majd 1977–1978 között kopt, 1978–1981 között pedig katalán tanulmányokat folytatott. 1991–1995 között a Liszt Ferenc Zeneművészeti Főiskola zenetudomány szakos hallgatója volt. 1998 óta bölcsészdoktor (PhD) fokozattal rendelkezik, 2003-ban habilitált. Kilencéves kora óta kántor.

### Munkahelyei
- 1977–1994: MTA Ókortudományi Tanszéki Akadémiai Kutatócsoport (Magyarországi Középkori Latinság Szótára, szerkesztő)
- 1995–1997: KRE-HTK, görög-latin nyelvtanár
- 1998–: ELTE-BTK Latin Nyelvi és Irodalmi Tanszék (tanársegéd, adjunktus, docens, 2008 szeptemberétől egyetemi tanár, 2002-től tanszékvezető); 2001–2002 az ELTE-BTK Ókortudományi Intézetének mb. intézetigazgatója, 2005-2008 intézetigazgatója; 2003–2006 az ELTE-BTK oktatási és tanulmányi dékánhelyettese; 2012-től az ELTE-BTK Vallástudományi Központjának mb. vezetője.

## Művei

### Verseskötetek
- Az utolsó sziget. Versek 2000-ből. Argumentum Kiadó, Bp., 2001.
- Kézírás. Argumentum Kiadó, Bp., 2004. ISBN 963-446-301-0
- Rétegek. Argumentum Kiadó, Bp., 2010.

### Versei idegen nyelven
György Jánosházy-Balázs Déri: Amb el crepuscle ha arribat la tardor. Seminari de Traducció Poètica de Farrera, IX. Institució de les Lletres Catalanes, 2006.

### Fontosabb műfordítások
- Büchner, Georg–Madách, Imre: Teatre (Az ember tragédiája fordítása). Edicions 62, Barcelona, 1987.
- Pilinszky János: Estelles (Szálkák). Edicions 62, Barcelona, 1988.
- Ramon Llull. A szerelmes és a Szeretett könyve. Bp., 1994.
- Ánandghan: A jótudásúhoz, a nőhöz és Istenhez (Bangha Imrével; Delhi Magyar Tájékoztatási és Kulturális Központ, Delhi 1996)
- Távollét. Mírá hercegnő misztikus versei és legendája (Bangha Imrével). Argumentum Kiadó, Bp., 1997. ISBN 963-446-057-7
- Ausiàs March: Versek. Poemes. Poemas. Ibisz, Bp., 1999.
- Kavafisz: Alexandria örök. Kalligram, Pozsony, 2006. ISBN 80-7149-815-7

### Monográfia
- A részek és az egész. Prudentius Cathemerinon című himnuszciklusának szerkezete (Apollo Könyvtár 22), Argumentum Kiadó, Bp., 2001.

### Tankönyv
- Újszövetségi görög nyelvkönyv (Hanula Gergellyel). Argumentum Kiadó, Bp., 2000., 2008.

### Szövegkiadás
- II. Rákóczi Ferenc: Meditationes principis Francisci II. Rákóczi. Balassi Kiadó, Bp., 1997.
- Missale Strigoniense 1484 (Monumenta Ritualia Hungarica 1.). Argumentum Kiadó, Bp., 2009.

### Egyéb
- Csehy Zoltán interjúja: Nyelvi álarcok. Tizenhárman a fordításról. (interjúkötet) (Pont fordítva 6.) Szerk. Jeney Éva, Józan Ildikó. Balassi Kiadó, Bp., 2008.

## Díjai
- Az Ókortudományi Társaság Lénárt Sándor-díja (1999)
- A Magyar Rádió Nívódíja (1999)
- NKÖM Édes Anyanyelvünk Pályázat, II. díj vers kategóriában a Kézírásért (2004)
- Az ELTE-BTK Ürményi József-díja (2012)
- A Magyar Érdemrend lovagkeresztje (2014)

## Költészetéről szóló kritikák
- Csehy Zoltán: „Testnyi pulzus vagyok”. Bárka, 2002/4. (Az utolsó szigetről)
- Lackfi János: Partra vetett versek. Holmi, 2002/5. (Az utolsó szigetről)
- Bánki Éva: Személyes földrajz. Jelenkor, 2005/7–8. (A Kézírásról)
- Krupp József: „mindent a maga pontos és költői nevével”. Kalligram, 2006/7–8. (A Kézírásról)